# Arheološko najdišče
Arheološko najdišče je originalni kraj deponiranja in odkrivanja arheoloških ostalin. Strokovno identificirano in registrirano arheološko najdišče postane dediščina. Ko govorimo o arheološkem najdišču imamo v mislih določen kraj v pokrajini, kjer so ohranjeni sledovi preteklih človekovih aktivnosti.
V njem najdemo koncentracijo ostankov človeške dejavnosti in jih sestavljajo prisotnost artefaktov, strukturnih elementov, raba tal in druge anomalije. Te ostanke je mogoče najti zgolj s površinskim pregledom ali, če je lokacija zakopana, s pregledom podzemlja. 
»Kako arheologi najdejo najdišče?« Številna območja so bila odkrita po naključju. Najpogostejše osebe, ki so našle predmete, so kmetje, ki orjejo svoja polja ali jih samo čistijo. Na drugem mestu so posegi na zemljišče zaradi novih gradenj ali drugih predvidenih aktivnosti na območjih, ki so zgodovinsko znana kot možna lokacija najdišča. Ko najdejo lokacijo, morajo najprej posneti območje in če imajo denar in čas ga lahko začnejo izkopavati. V primeru gradbenih posegov mora biti raziskava območja vključena v investicijo.

## Nastanek
Najdišča nastajajo s postopkom opustitve lokacije ali pokopavanj. V njegovo oblikovanje so vključeni različni procesi:
- Fizični: zaradi erozije (vode, vetra, ledu) se prenašajo sedimenti.
- Kemični: včasih izvirajo iz mineralnih tal organskega izvora.
- Biološki: zaradi dejavnosti živali, kot so iztrebki, hrana ali prenos plena.
- Kulturni: zaradi človeške dejavnosti j- pridobivanje mineralov, iskanje hrane, pridelava,…

### Tell
Najpomembnejši depoziti in tisti, ki najbolje kažejo njihovo nastanitev, so telli. Takšne vrste habitatnih naselbin najdemo na vzhodu, kjer so uporabljali material, kot je nežgana opeka, ki sčasoma tvori lažne griče. Je več primerov, med najpomembnejšimi je zagotovo Çatal Höyük.

## Razvrstitev
Arheološka najdišča so razvrščena po določenih merilih:
- Kronološko: po velikih kulturnih etapah s fazami in obdobji: paleolitska, neolitska, mezolitska, ... Tudi v povezavi s kulturami: sumerska, Akadska, egipčanska, starogrška, itd. ...
- Funkcionalno: razlikujemo življenjski prostor in nekropolo. V življenjskem prostoru se izvajajo dejavnosti skupnosti, kot sta prehranjevanje in povezovanje. Sprva zapuščajo slabe sledove (kosti, orodja, pepel), vendar z razvojem družbe postanejo bolj zapleteni. Z urbanizacijo postane stopnja zapletenosti velika in raznolika: mestna, podeželska, koncentrirana in posamična. Nekropole: častili so pokojnika, najprej so preproste jame, ki postanejo bolj zapletene; so sežigali ali pokopavali trupla, kolektivni ali posamezni.
- Tipološko: po svoji topografski situaciji: na prostem, v jami, dolini ...
- Trajanje: začasno, sezonsko, fiksno ali ne.

## Vrste ukrepov
Slovenski predpisi (Zakon o varstvu kulturne dediščine) opredeljujejo vrsto raziskav, način hranjenja arheoloških najdb, dostopnost, vodenje registra najdišč in druga strokovna in pravna opravila. Dejavnosti na arheoloških najdiščih potrebujejo dovoljenje.

### Definicije
Slovenska zakonodaja vsebuje med drugimi naslednje definicije:
- Arheološka najdba je premična arheološka ostalina, ki je bila pod zemljo ali pod vodo vsaj 100 let. Arheološke najdbe so tudi orožje, strelivo, drug vojaški material, vojaška vozila in plovila ali njihovi deli, ki so bili pod zemljo ali pod vodo vsaj 50 let.
- Arheološke ostaline so vse stvari in vsakršni sledovi človekovega delovanja iz preteklih obdobij na površju, v zemlji in vodi, katerih ohranitev in preučevanje prispevata k odkrivanju zgodovinskega razvoja človeštva in njegove povezanosti z naravnim okoljem, za katere sta glavni vir informacij arheološko raziskovanje ali odkritja in za katere je mogoče domnevati, da so pod zemljo ali pod vodo vsaj 100 let in da imajo lastnosti dediščine. Arheološke ostaline so tudi stvari, povezane z grobišči, določenimi na podlagi predpisov o vojnih grobiščih, in z vojno, skupaj z arheološkim in naravnim kontekstom, ki so bile pod zemljo ali pod vodo vsaj 50 let. Strokovno identificirane in registrirane arheološke ostaline postanejo dediščina.
- Predhodna arheološka raziskava obsega tudi poizkopno obdelavo arhiva arheološkega najdišča

### Arheološka izkopavanja
Lahko so zemeljska ali podvodna. Izkopavanja je razumeti kot odstranitev zemlje in analizo struktur, izdelanih z znanstveno metodologijo, ki je namenjena odkrivanju in raziskovanju vseh vrst zgodovinskih ali paleontoloških ostankov ter geomorfoloških sestavin, ki so z njimi povezane.

### Eksploatacija
To je površinsko in sistematično izkoriščanje z znanstveno metodologijo, tako zemeljsko kot podvodno, usmerjeno v študij, preiskave ali odkrivanje arheoloških ali paleontoloških ostankov.

### Intervencije v skalni umetnosti
Vključuje razmnoževanje in neposredno proučevanje skalne umetnosti, razumljeno kot niz terenskih del, usmerjenih v raziskovanje, grafično dokumentacijo ali izjemoma kakršnokoli vrsto manipulacije ali stika s podporo figurativnih motivov.

### Druge dejavnosti
Poleg navedenega je treba dovoliti tudi naslednje dejavnosti, če se izvajajo na arheoloških najdiščih:
- delo konsolidacije, obnove in arheološke restitucije,
- ograjevanje prostora in pokrivanje,
- študijsko in grafično dokumentacijo depozitov ter gradivo, shranjeno v muzejih.